# Cybaeina confusa
Cybaeina confusa är en spindelart som beskrevs av Chamberlin och Ivie 1942. Cybaeina confusa ingår i släktet Cybaeina och familjen vattenspindlar. Inga underarter finns listade i Catalogue of Life.